# Acteocina inculta
Acteocina inculta is een slakkensoort uit de familie van de Tornatinidae. De wetenschappelijke naam van de soort is voor het eerst geldig gepubliceerd in 1855 door Gould.